# Fleurieu-Gruppe
Die Fleurieu-Gruppe (englisch Fleurieu Group) ist eine unbewohnte Inselgruppe im Südwesten der Bass-Straße, gelegen  unmittelbar vor der Nordwestspitze der australischen Insel Tasmanien. Die Gruppe besteht aus den drei größeren Inseln Robbins Island, Hunter Island und Three Hummock Island sowie einer Vielzahl deutlich kleinerer Inseln beziehungsweise kleinerer Inselgruppen.

## Inseltabelle
| Inselname             | Aliasname  | Koordinaten           | Fläche  | Einwohner | Anmerkung                  |
| --------------------- | ---------- | --------------------- | ------- | --------- | -------------------------- |
| Robbins Island        |            | 40° 41′ S, 144° 58′ O | 99,0000 | –         |                            |
| Hunter Island         |            | 40° 31′ S, 144° 45′ O | 71,0000 | –         |                            |
| Three Hummock Island  |            | 40° 26′ S, 144° 55′ O | 70,0000 | –         |                            |
| Walker Island         |            | 40° 36′ S, 144° 56′ O | 7,0000  | –         |                            |
| Kangaroo Island       |            | 40° 42′ S, 144° 50′ O | 1,2500  | –         |                            |
| Trefoil Island        | Titima     | 40° 38′ S, 144° 41′ O | 1,1580  | –         |                            |
| Bird Island           |            | 40° 36′ S, 144° 43′ O | 0,6100  | –         |                            |
| Montagu Island        |            | 40° 45′ S, 144° 55′ O | 0,5600  | –         |                            |
| Petrel Islands        |            | 40° 34′ S, 144° 56′ O | 0,3000  | –         | Inselgruppe, 6 Inseln      |
| Stack Island          |            | 40° 36′ S, 144° 47′ O | 0,2370  | –         |                            |
| Steep Island          | Steep Head | 40° 34′ S, 144° 41′ O | 0,2160  | –         |                            |
| Albatross Island      |            | 40° 23′ S, 144° 39′ O | 0,1800  | –         |                            |
| Black Pyramid Rock    |            | 40° 28′ S, 144° 21′ O | 0,1400  | –         |                            |
| Penguin Island        |            | 40° 35′ S, 144° 49′ O | 0,0346  | –         |                            |
| Harbour Islands       |            | 40° 38′ S, 144° 44′ O | 0,0313  | –         | Inselgruppe, ca. 20 Inseln |
| Howie Island          |            | 40° 44′ S, 144° 59′ O | 0,0300  | –         |                            |
| South Black Rock      |            | 40° 34′ S, 144° 36′ O | 0,0200  | –         |                            |
| Seacrow Island        |            | 40° 37′ S, 144° 44′ O | 0,0156  | –         |                            |
| Little Trefoil Island |            | 40° 39′ S, 144° 42′ O | 0,0064  | –         |                            |
| Edwards Island        |            | 40° 36′ S, 144° 47′ O | 0,0056  | –         |                            |
| Dugay Island          |            | 40° 36′ S, 144° 47′ O | 0,0044  | –         |                            |
| Henderson Islands     |            | 40° 38′ S, 144° 44′ O | 0,0041  | –         | Inselgruppe, ca. 30 Inseln |
| Bears Island          |            | 40° 26′ S, 144° 50′ O | 0,0034  | –         |                            |
| Nares Rocks           |            | 40° 35′ S, 144° 41′ O | 0,0027  | –         | Inselgruppe, ca. 15 Inseln |